# Een dode uit het Oosten
Een dode uit het Oosten is het vijfde boek uit de reeks Grijpstra en De Gier, geschreven door Janwillem van de Wetering.
Het boek is uitgegeven in 1977 door Bruna.

## Verhaal
Een Amerikaanse jongedame van Japanse origine, komt bij Grijpstra en De Gier aangifte doen van de vermissing van haar Japanse vriend. Niet veel later blijkt dat hij is vermoord. Al snel ontdekken ze een verband met de yakuza, de Japanse zware georganiseerde misdaad, en in dit geval gaat het voornamelijk om kunstroof. De commissaris krijgt het verzoek van een diplomaat om naar Japan te gaan en daar samen te werken met de lokale politie. De Gier wordt getroffen door een dubbel persoonlijk verlies en raakt daardoor behoorlijk in de war. De commissaris besluit hem mee te nemen naar Japan, ook in de hoop dat De Gier in een volkomen andere omgeving zal herstellen. Grijpstra blijft achter om het onderzoek ter plaatse te blijven voortzetten en heeft het een en ander te stellen met een inspecteur.
De commissaris en De Gier gaan samenwerken met de Japanse inspecteur Dorin in een poging de yakuza te infiltreren. Bij de ontknoping blijft de commissaris achter met in zijn armen het lijk van wat misschien de grootste vangst van zijn carrière was: een superschurk die een plaatsje in zijn hart had veroverd.